# La Encina
La Encina is een gemeente in de Spaanse provincie Salamanca in de regio Castilië en León met een oppervlakte van 30,77 km². La Encina telt 112 inwoners (1 januari 2016).

## Demografische ontwikkeling
Bron: INE, 1857-2011: volkstellingen